# Uchizy
Uchizy est une commune française située dans le département de Saône-et-Loire, en région Bourgogne-Franche-Comté.

## Géographie
Uchizy est située à 23 kilomètres de Mâcon, à 9 kilomètres de Tournus et à 36 kilomètres de Chalon-sur-Saône.
Cette commune du Tournugeois, à la lisière du Haut-Mâconnais, s'étend sur 1 172 hectares, du versant oriental des collines du Mâconnais jusqu'à la Saône.

### Climat
Pour des articles plus généraux, voir Climat de la Bourgogne-Franche-Comté et Climat de Saône-et-Loire.
En 2010, le climat de la commune est de type climat océanique dégradé des plaines du Centre et du Nord, selon une étude du Centre national de la recherche scientifique s'appuyant sur une série de données couvrant la période 1971-2000. En 2020, Météo-France publie une typologie des climats de la France métropolitaine dans laquelle la commune est exposée à un climat semi-continental et est dans la région climatique Bourgogne, vallée de la Saône, caractérisée par un bon ensoleillement (1 900 h/an), un été chaud (18,5 °C), un air sec au printemps et en été et des vents faibles.
Pour la période 1971-2000, la température annuelle moyenne est de 11,4 °C, avec une amplitude thermique annuelle de 18,1 °C. Le cumul annuel moyen de précipitations est de 875 mm, avec 10 jours de précipitations en janvier et 7,3 jours en juillet. Pour la période 1991-2020, la température moyenne annuelle observée sur la station météorologique de Météo-France la plus proche, « Romenay », sur la commune de Romenay à 14 km à vol d'oiseau, est de 11,8 °C et le cumul annuel moyen de précipitations est de 983,9 mm. 
La température maximale relevée sur cette station est de 40,7 °C, atteinte le 12 août 2003 ; la température minimale est de −19,5 °C, atteinte le 17 janvier 1985,,.
Les paramètres climatiques de la commune ont été estimés pour le milieu du siècle (2041-2070) selon différents scénarios d'émission de gaz à effet de serre à partir des nouvelles projections climatiques de référence DRIAS-2020. Ils sont consultables sur un site dédié publié par Météo-France en novembre 2022.

## Urbanisme

### Typologie
Au 1er janvier 2024, Uchizy est catégorisée bourg rural, selon la nouvelle grille communale de densité à sept niveaux définie par l'Insee en 2022.
Elle est située hors unité urbaine. Par ailleurs la commune fait partie de l'aire d'attraction de Mâcon, dont elle est une commune de la couronne,. Cette aire, qui regroupe 105 communes, est catégorisée dans les aires de 50 000 à moins de 200 000 habitants,.

### Occupation des sols
L'occupation des sols de la commune, telle qu'elle ressort de la base de données européenne d’occupation biophysique des sols Corine Land Cover (CLC), est marquée par l'importance des territoires agricoles (82,7 % en 2018), en diminution par rapport à 1990 (83,7 %). La répartition détaillée en 2018 est la suivante : terres arables (58 %), cultures permanentes (10,2 %), forêts (8,5 %), prairies (7,8 %), zones agricoles hétérogènes (6,7 %), zones urbanisées (5,1 %), eaux continentales (3,7 %). L'évolution de l’occupation des sols de la commune et de ses infrastructures peut être observée sur les différentes représentations cartographiques du territoire : la carte de Cassini (XVIIIe siècle), la carte d'état-major (1820-1866) et les cartes ou photos aériennes de l'IGN pour la période actuelle (1950 à aujourd'hui).

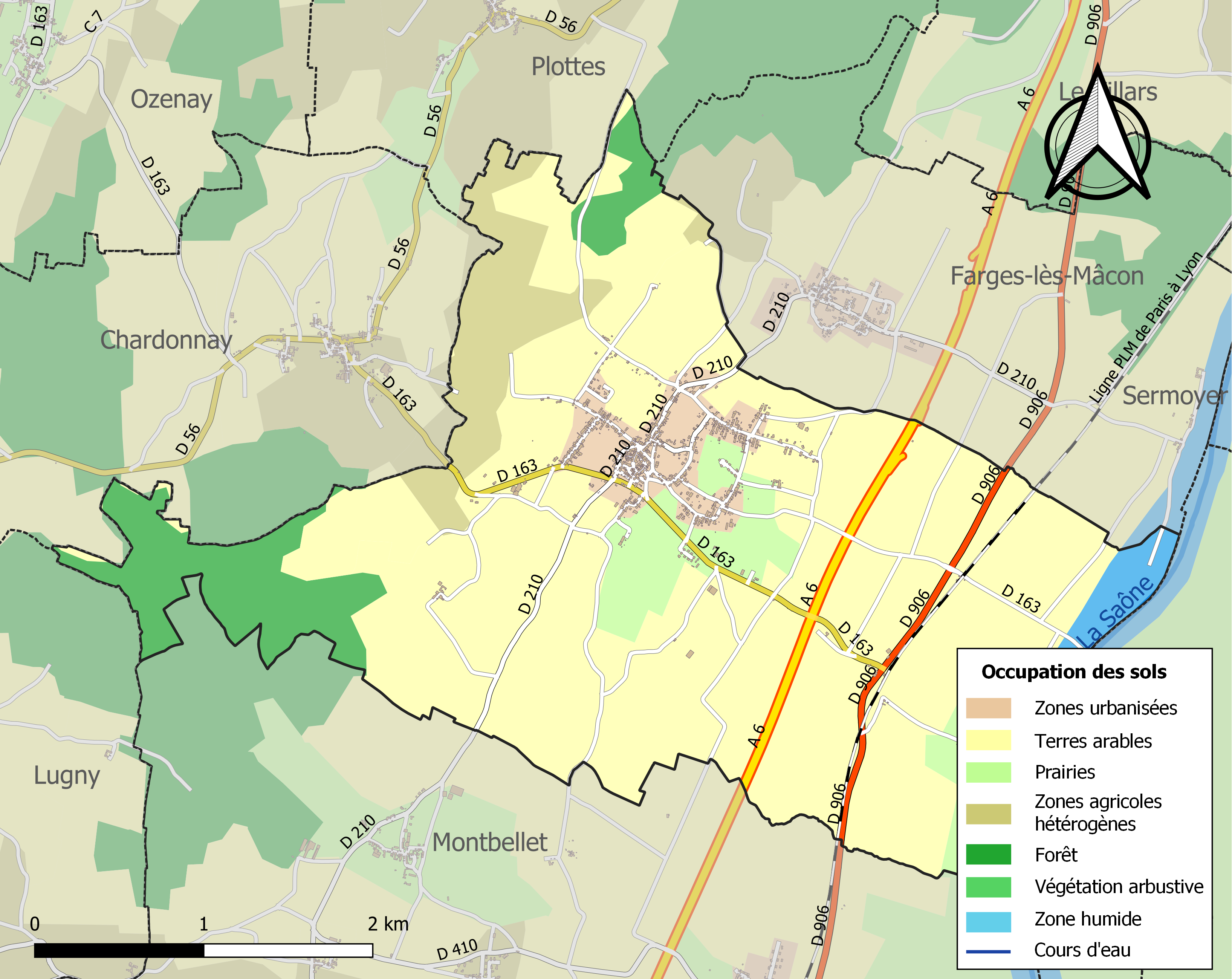
Carte des infrastructures et de l'occupation des sols de la commune en 2018 (CLC).

### Plan local d'urbanisme
L'urbanisme sur le territoire d'Uchizy est régi par un plan local d'urbanisme intercommunal (PLUi), document d’urbanisme dont le territoire d’effet n'est plus la commune mais la communauté de communes, soit vingt-quatre communes membres réparties sur le Haut-Mâconnais et le Tournugeois.
Ce document stratégique traduit les principes d’aménagement du territoire et constitue un outil réglementaire fixant les règles de construction et d’occupation des sols applicables sur le territoire de l'intercommunalité du Mâconnais-Tournugeois, d'où son contenu : un rapport de présentation retraçant le diagnostic du territoire, un projet d’aménagement et de développement durable (PADD) exposant la stratégie intercommunale, des orientations d’aménagement et de programmation (OAP) définissant les conditions d’aménagements de certains quartiers/ilots (cas particuliers), un règlement fixant les règles d’utilisation et de droit des sols ainsi que des annexes (plan de zonage, liste des servitudes, etc.).
Le PLUi du Mâconnais-Tournugeois, fruit d'un processus lancé par la communauté de communes en 2016, a été définitivement adopté par le conseil communautaire le 21 décembre 2023. Il est entré en vigueur le 12 mars 2024.

## Histoire
Le village est bâti au pied des contreforts orientaux du Mâconnais. Une source abondante, la fontaine d’Uchizy, semble la raison pour laquelle une agglomération s'est établie là à l’époque gallo-romaine. Les nombreuses découvertes préhistoriques faites dans la région de Tournus permettent d'estimer que, comme les villages avoisinants, Uchizy fut habitée dès l’époque de la Pierre taillée.
La période de l’invasion de l’Empire romain par des barbares germaniques a été révélée par la découverte de sépultures.
Le village s'est vraiment constitué après qu'en 878 le roi de France Louis le Bègue l'eût donné aux moines de l'abbaye Saint-Philibert venus s'installer à Tournus. Pour gérer leur nouvelle possession, ils établissent autour de l'église un prieuré avec ses dépendances : puits, écurie, grange, fenils, volière, four, pressoir et grange aux dîmes. Plus tard ils vont l'entourer d'une enceinte fortifiée puis d'une seconde où s'installent quelques demeures de gentilshommes et des petites maisons dans lesquelles les habitants trouvent refuge en période de danger. Protégé par de larges fossés qui se laissent encore deviner, c'est "le château", le bourg actuel.
Il existait d'autres fiefs, mais dépendants de l'abbaye de Tournus et sans droits de justice, dont les principaux avec leur château, furent celui des Écuyers (disparu) et celui de Grenod : château, donjon, dîmes, temple, bief, pilori, fossés, forgerons, barbiers, tissiers, les noms de rues et de lieux-dits rappellent ce riche passé.

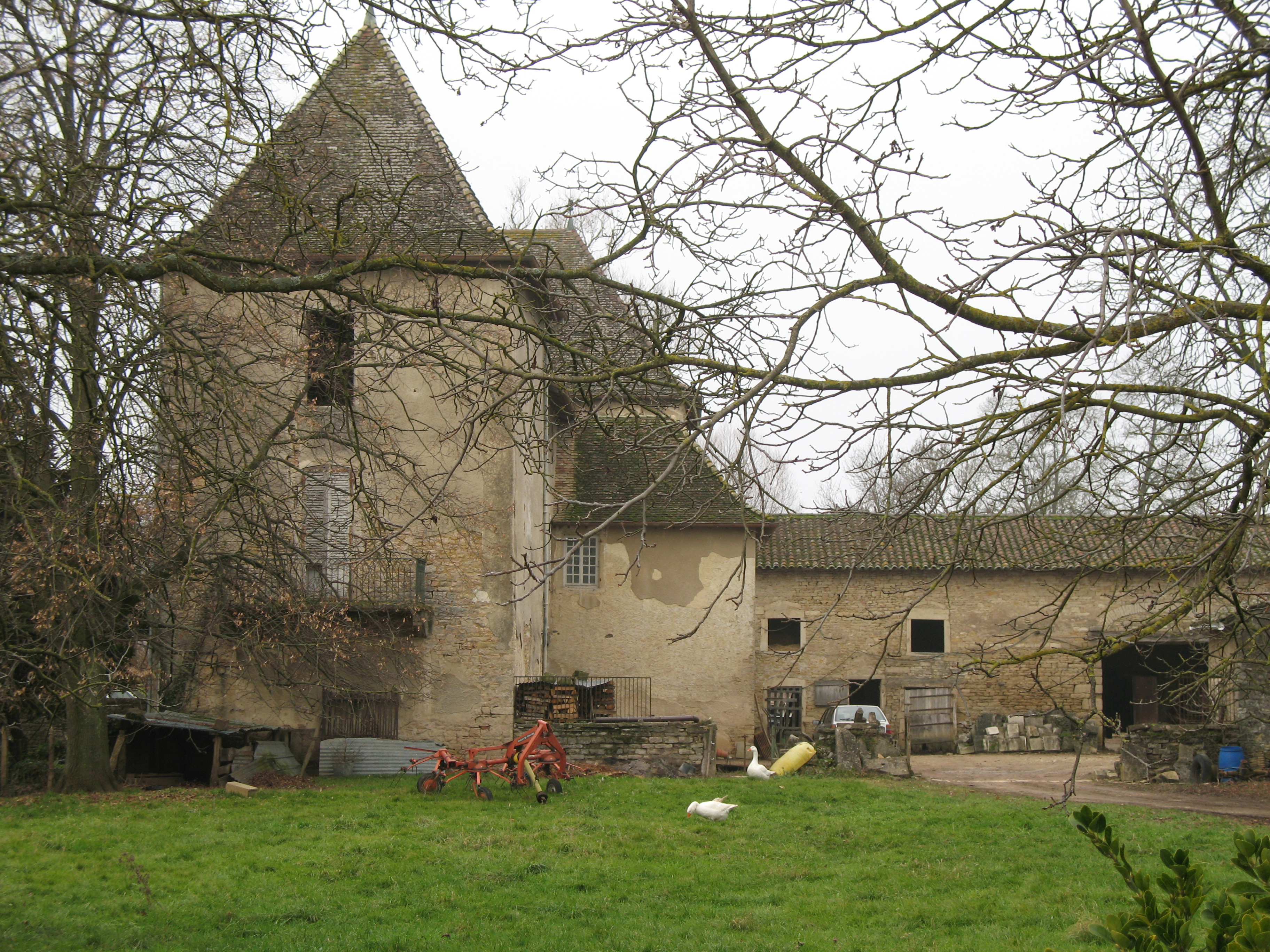
Le château de Grenod.

Autour de ce centre fortifié se sont établis des faubourgs à caractère rural : au nord, c’était le faubourg (ou rue du pilori), au nord-est, la rue Girard et Corcelles ; à l’est, la rue du Bief, le Quart Garbet et le Quart Maréchal ; au sud, la Quart Mallet et à l’ouest, les Ravières.
Ces faubourgs avaient un caractère rural très net, tout différent de celui du château. Les habitations aux toits plats de tuiles creuses ne se présentent pas sous la forme de courts, fréquents au bord de la Saône, mais sous l’aspect de rues. Ce ne sont pas non plus des bâtiments groupés autour d’une cour carrée, formant des unités séparées et bien distinctes, protégées de l’extérieur par des murs presque sans ouvertures, mais, au contraire, des bâtiments se développant en longueur, généralement dans le sens du nord au sud, largement ouverts sur l’extérieur et formant des agglomérations allongées en forme de rues. Les maisons dans ces rues sont plus grandes que dans le pays exclusivement vignoble de la montagne de Tournus. On y fait non seulement du vin, mais on y cultive des céréales et on y possède de vastes granges, des greniers spacieux pour les foins et des étables pour le bétail. Uchizy est en effet un pays de polyculture.
Plus favorisés que leurs voisins d'Ozenay ou de Royer qui étaient à la merci de seigneurs souvent sans humanité, les Chizerots obtinrent, dès le XIIIe siècle, quelques privilèges qui rendirent leur situation de manants moins misérable. Mais Uchizy n’a pas joui longtemps paisiblement de ces privilèges car la lutte qui eut lieu au XIVe siècle entre les rois de France et d’Angleterre (la guerre de Cent Ans, 1337-1437) fut la cause de nombreux pillages dont toute la région eut à souffrir et contre lesquels l’abbaye dut se protéger en requérant pour sa garde les hommes des villages environnant.
Après avoir traversé cette époque malheureuse, Uchizy devait encore avoir à souffrir, pendant la première moitié du siècle suivant, des luttes qui eurent lieu entre les maisons d’Orléans et de Bourgogne et au cours desquelles les troupes du Dauphin, qu’on appelait les Armagnacs, s’emparèrent de Tournus et firent de grands dégâts dans le Mâconnais.
Pour se soustraire, en 1422, aux horreurs de la guerre civile entre Armagnacs et Bourguignons, les habitants d’Uchizy traversèrent la Saône et cherchèrent asile dans les bois qui leur appartenaient. Mais, craignant plus tard les rigueurs de l’hiver, ils demandèrent l’hospitalité aux habitants d’Arbigny qui les reçurent dans leurs foyers. En contrepartie de quoi ces derniers étaient autorisés à couper du bois dans leurs forêts et à faire paître leurs bestiaux dans leurs prairies. Mais les habitants d’Arbigny abusèrent de la permission et ceux d’Uchizy, ne pensant pas que leur reconnaissance dût être éternelle, les prièrent de se renfermer dans leurs limites. De là, de violents démêlés où le sang était souvent répandu et une haine profonde que les siècles suivants n’ont pas entièrement éteinte…
Les règnes de Louis XII et de François Ier, c’est-à-dire l’extrême fin du XVe siècle et la première moitié du XVIe siècle, furent des temps de paix et de tranquillité. Uchizy devint prospère avant de se précipiter à nouveau dans les sanglantes convulsions des guerres civiles. Sortis collectivement des ruines de leurs demeures, les Chizerots se retranchèrent dans une de la Saône et en firent un véritable camp retranché. Ils durent ainsi rester maîtres de leur destin jusqu'à la fin des guerres de Religion. C’est là un fait d’armes exceptionnel que cette défense de villageois mettant en déroute des troupes de métier et des soldats professionnels.
L’ère des tueries et des luttes intestines ne devait plus se clore avant la  paix de Vervins, en 1598. À peine rentrés dans leur village, ils furent attaqués de nouveau et à plusieurs reprises par les habitants d’Arbigny.
Lorsque la Révolution éclata en 1789, Uchizy n’échappa pas aux brigandages politiques dont le Mâconnais, le Tournugeois et le Clunisois furent le théâtre lors de la Grande Peur (révolte dite « des Brigands »). Le Premier Empire devait ramener la tranquillité à Uchizy, bientôt troublée à nouveau en 1814 et 1815, lors de l’invasion des alliés.
À compter de 1815, l’ennemi ne devait plus fouler le sol d’Uchizy mais cette commune, de même qu’en 1870, fit pendant la guerre de 1914-1918, preuve du plus ardent patriotisme. Nombre de ses enfants devaient tomber au Champ d’Honneur. Leurs noms sont inscrits au Livre d’Or de la commune ainsi que sur le monument élevé à leur mémoire par l’un de leur compatriote sculpteur, Claude Devenet.
Le conseil municipal, le 14 août 1859, a demandé la création d'une gare à Uchizy, considérant que l’existence d’une gare sur ligne de chemin de fer Paris – Lyon, faciliterait considérablement les rapports commerciaux et industriels. La commune obtint satisfaction et les plans dressés par les ingénieurs de la compagnie pour l'établissement d’une gare au lieudit les Fourches, à deux kilomètres du centre du village, furent approuvés le 2 août 1860. Le 16 juin 1876, le conseil demanda l’établissement d’un quai pour l'embarquement et le débarquement du bétail et le 11 mai 1879, il sollicita l’agrandissement de la gare des marchandises dont l’exiguïté ne permettait plus de mettre à l'abri toutes les marchandises.
À la fin du XIXe siècle, Uchizy est une des plus riches communes du canton de Tournus.
Si les murailles et les tours qui existaient du château ont été démantelées il y a deux cents ans, le centre de la commune est aujourd'hui encore une petite ville groupée autour de son clocher. « Il n'y a point de hameaux éloignés du reste de la paroisse, qui est composée de huit rues presque toutes attenantes les unes aux autres, dont le château fait à peu près le centre. » écrivait le curé d'Uchizy au milieu du XVIIIe siècle.
16 août 1934 : adhésion d'Uchizy (avec Plottes et Chardonnay) au Syndicat intercommunal des eaux du Haut-Mâconnais fondé le 8 janvier 1934 et regroupant dix communes (Lugny, Burgy, Clessé, Viré, Cruzille, Vérizet, Bissy-la-Mâconnaise, Cruzille, Saint-Maurice-de-Satonnay et Montbellet).
C'est un peu avant la dernière guerre, début 1939, que la paroisse d'Uchizy fut rattachée à celle de Lugny pour le culte (à la suite de la création de la communauté pastorale de Lugny, fondée à l'initiative de Joseph Robert). Uchizy dépend de nos jours de la paroisse de Tournus.

## Politique et administration

### Tendances politiques et résultats

#### Élections présidentielles
Le village de Uchizy place en tête à l'issue du premier tour de l'élection présidentielle française de 2017, Marine Le Pen (RN) avec 25,96 % des suffrages. Mais lors du second tour, Emmanuel Macron (LaREM) est en tête avec 61,24 %.

#### Élections législatives
Le village de Uchizy faisant partie de la quatrième circonscription de Saône-et-Loire, place lors du 1er tour des élections législatives françaises de 2017, Catherine Gabrelle (LREM) avec 27.83 % des suffrages. Mais lors du second tour, il s'agit de Cécile Untermaier (PS) qui arrive en tête avec 57,51 % des suffrages.
Lors du 1er tour des élections législatives françaises de 2022, Cécile Untermaier (PS), députée sortante, arrive en tête avec 34,95 % des suffrages comme lors du second tour, avec cette fois-ci, 57,54 % des suffrages.

#### Élections régionales
Le village de Uchizy place la liste « Pour la Bourgogne et la Franche-Comté » menée par Gilles Platret (LR) en tête, dès le 1er tour des élections régionales de 2021 en Bourgogne-Franche-Comté, avec 24,24 % des suffrages. Lors du second tour, les habitants décideront de placer la liste de « Notre Région Par Cœur » menée par Marie-Guite Dufay, présidente sortante (PS) en tête, avec cette fois-ci, près de 47,14 % des suffrages. Devant les autres listes menées par Gilles Platret (LR) en seconde position avec 24,29 %, Julien Odoul (RN), troisième avec 19.05 % et en dernière position celle de Denis Thuriot (LaREM) avec 9,52 %. Il est important de souligner une abstention record lors de ces élections qui n'ont pas épargné le village de Uchizy avec lors du premier tour 66,28 % d'abstention et au second, 65,03 %.

#### Élections départementales
Le village de Uchizy faisant partie du canton de Tournus place le binôme de Jean-Claude Becousse (DVD) et Colette Beltjens (DVD), en tête, dès le 1er tour des élections départementales de 2021 en Saône-et-Loire avec 51,00 % des suffrages. Lors du second tour, les habitants décideront de placer de nouveau le binôme de Jean-Claude Becousse (DVD) et Colette Beltjens (DVD), en tête, avec cette fois-ci, près de 57,58 % des suffrages. Devant l'autre binôme menée par Delphine Dugué (DVG) et Mickaël Maniez (DVG) qui obtient 42,42 %. Il est important de souligner une abstention record lors de ces élections qui n'ont pas épargné le village de Uchizy avec lors du premier tour 65,96 % d'abstention et au second, 65,20 %.

### Intercommunalité et canton

#### Intercommunalité
Uchizy relève depuis le 1er janvier 2017 de la communauté de communes du Mâconnais-Tournugeois (siège à Tournus), à la suite de la mise en place du nouveau schéma départemental de coopération intercommunale (cette nouvelle communauté résulte de la fusion de deux communautés de communes : la communauté de communes du Tournugeois qui regroupait douze communes du Tournugeois et la communauté de communes du Mâconnais-Val-de-Saône qui regroupait douze communes du Haut-Mâconnais).
Cette communauté de communes est gérée par un conseil communautaire composé de quarante et un membres représentant chacune des communes adhérentes (et élus pour une durée de six ans), conseil au sein duquel Uchizy, à l'instar de Clessé, Lugny, Montbellet et Viré, est représenté par deux délégués (les autres communes de l'intercommunalité disposant d'un seul représentant, exception faite de la ville de Tournus qui en totalise treize).
Depuis 2020 (et jusqu'en 2026), les délégués représentant Uchizy au sein de ce conseil communautaire sont :
- Arnaud Maire du Poset (maire) ;
- Sébastien Curtil (adjoint au maire).

#### Canton
Uchizy relève du canton de Tournus.

### Liste des maires d'Uchizy
La commune d'Uchizy dispose d'un conseil municipal composé de quinze membres : maire, quatre adjoints au maire et dix conseillers municipaux.
Depuis 1959, ont successivement été maires d'Uchizy :
| Période                                  | Période   | Identité              | Étiquette | Qualité                                            |
| ---------------------------------------- | --------- | --------------------- | --------- | -------------------------------------------------- |
| mars 1959                                | mars 1965 | Louis Chervier        |           |                                                    |
| mars 1965                                | mars 1983 | Hippolyte Josserand   | DVD       |                                                    |
| mars 1983                                | mars 2001 | Guy Pernot            |           |                                                    |
| mars 2001                                | juin 2020 | Paul Talmard          |           |                                                    |
| juin 2020                                | en cours  | Arnaud Maire du Poset |           | Né en 1970. Enseignant en sciences de l’ingénieur. |
| Les données manquantes sont à compléter. |           |                       |           |                                                    |

## Démographie
Les habitants d'Uchizy s'appellent les Chizerots.

L'évolution du nombre d'habitants est connue à travers les recensements de la population effectués dans la commune depuis 1793. Pour les communes de moins de 10 000 habitants, une enquête de recensement portant sur toute la population est réalisée tous les cinq ans, les populations de référence des années intermédiaires étant quant à elles estimées par interpolation ou extrapolation. Pour la commune, le premier recensement exhaustif entrant dans le cadre du nouveau dispositif a été réalisé en 2004.

En 2022, la commune comptait 812 habitants, en évolution de −4,69 % par rapport à 2016 (Saône-et-Loire : −1,06 %, France hors Mayotte : +2,11 %).
| 1793  | 1800  | 1806  | 1821  | 1831  | 1836  | 1841  | 1846  | 1851  |
| ----- | ----- | ----- | ----- | ----- | ----- | ----- | ----- | ----- |
| 1 078 | 1 141 | 1 243 | 1 345 | 1 354 | 1 560 | 1 567 | 1 535 | 1 522 |

| 1856  | 1861  | 1866  | 1872  | 1876  | 1881  | 1886  | 1891  | 1896  |
| ----- | ----- | ----- | ----- | ----- | ----- | ----- | ----- | ----- |
| 1 508 | 1 482 | 1 557 | 1 506 | 1 459 | 1 431 | 1 310 | 1 127 | 1 078 |

| 1901  | 1906  | 1911  | 1921 | 1926 | 1931 | 1936 | 1946 | 1954 |
| ----- | ----- | ----- | ---- | ---- | ---- | ---- | ---- | ---- |
| 1 023 | 1 064 | 1 032 | 928  | 872  | 800  | 782  | 785  | 668  |

| 1962 | 1968 | 1975 | 1982 | 1990 | 1999 | 2004 | 2006 | 2009 |
| ---- | ---- | ---- | ---- | ---- | ---- | ---- | ---- | ---- |
| 651  | 650  | 612  | 642  | 623  | 729  | 775  | 801  | 768  |

| 2014 | 2019 | 2022 | - | - | - | - | - | - |
| ---- | ---- | ---- | - | - | - | - | - | - |
| 852  | 825  | 812  | - | - | - | - | - | - |

## Vignoble
Si la vendange des vignes d'Uchizy est partiellement vinifiée en cave coopérative, la commune dispose de plusieurs vignerons indépendants répartis sur son territoire : 
- le Domaine Mallory et Benjamin Talmard (successeur en 1997 du domaine Paul Talmard) ;
- le Domaine Giroud (résultant de la reprise en 1990 d'une petite exploitation familiale) ;
- le Domaine Raphaël et Marylène Sallet ;
- le Domaine Gérald Talmard (créé en 1997).

Les vignes d'Uchizy peuvent se découvrir au-travers d'un circuit de randonnée de 4,7 kilomètres (mis en place conformément au concept Balades vertes initié par le conseil départemental de Saône-et-Loire) intitulé « À la découverte du vignoble » (implanté sur Uchizy mais aussi sur Farges-lès-Mâcon), doté de huit panneaux explicatifs renseignant sur le territoire, son histoire, le patrimoine et les spécificités viticoles de cette commune du Tournugeois (départ près de la mairie de Farges, durée : 1 h 30 à 2 h).

## Culture locale et patrimoine

### Lieux et monuments
Sont à voir à Uchizy :

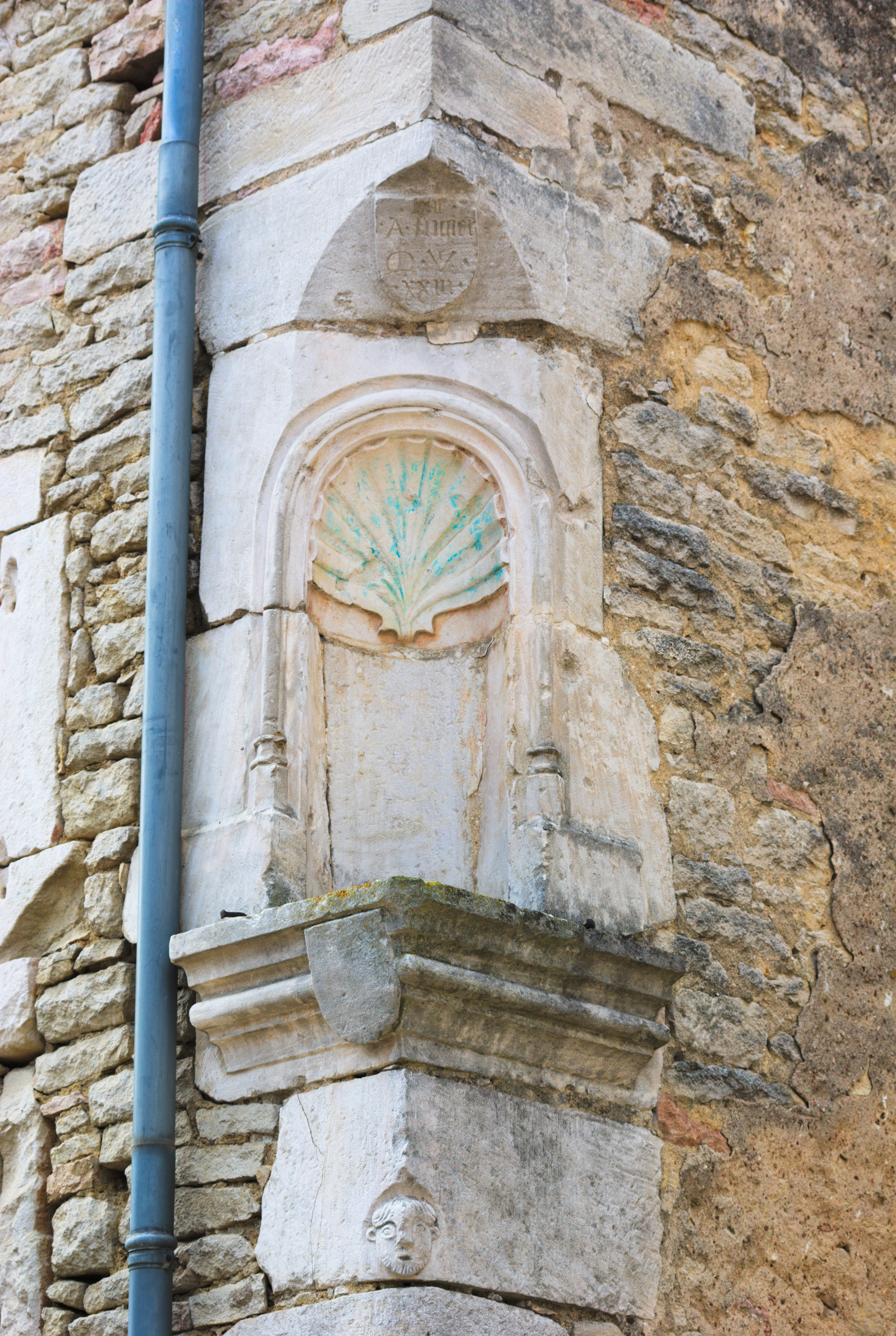
Niche qui abritait une statuette de saint André.

- l'église Saint-Pierre, construite dans le dernier quart du XIe siècle ;
- le château de Grenod ;
- la chapelle Saint-Humi (ou des Imetiers) : un peu éloignée de la cité au sud du village, la petite chapelle dédiée à saint Imetier – « saint Humi », nom local de saint Hymetière, moine du Jura au VIe siècle – était réputée pour la bienveillance de son saint patron qui guérissait les malentendants lors de pèlerinages organisés le lundi de Pâques (à l'aide d'une pierre trouée fixée au mur de la chapelle, contre laquelle les malades devaient placer leur oreille) et aidait les enfants retardés[26]. Vendue nationalement à la famille Bourlier lors de la Révolution, elle a été achetée en 1996 par la commune, pour l'euro symbolique. Elle a, depuis, été restaurée[27].

À découvrir également : 
- une niche du XVIe siècle qui abritait une statuette de saint André, située rue Quincampoix, à l'angle de la Grande-Rue, construite en 1523.
- la fontaine de dévotion des Dames (comprendre : des fées, qui dansent la nuit dans son voisinage)[28].
- le « château Guichard », construit dans la seconde moitié du XIXe siècle d'après des plans de l'architecte François Dulac[29].
- le pont enjambant la Saône, construit en 1865 d'après des plans de Bénard, ingénieur des Ponts et Chaussées, détruit par les Allemands le 3 septembre 1944 (et remplacé en 1950-1951)[30]. Longueur du tablier reposant sur quatre piles : 180 mètres environ[31].

Niveau randonnée, Uchizy est le point de départ de l'un des 17 circuits balisés mis en place en 2022-2023 (sur 58 communes de Saône-et-Loire) par plusieurs intercommunalités au sein du territoire du Massif Sud Bourgogne, intitulé Le bois de Plottes (15,2 kilomètres, 329 mètres de dénivelé, départ au niveau de la place de la Mairie).
À noter : à Uchizy, dans l’ancien logement du directeur de l’école, est installée, depuis quelques années, la bibliothèque (4000 ouvrages) du Centre international d'études romanes, centre créé en 1953 par Madeleine Chavanon et porté par la suite par Marguerite Thibert (organisme installé initialement au Louvre, au pavillon de Marsan, puis transféré à Tournus, dans l'ancien dortoir des moines).

### Personnalités liées à la commune
- Jean Tupinier (1753-1816), homme politique, député de Saône-et-Loire au Conseil des Anciens.
- Claude-Marie Devenet, sculpteur, né à Uchizy le 28 novembre 1851 et mort à Paris le 11 novembre 1931[33].

### Héraldique
| Blason de Uchizy | Blason  | D'or au phénix d'azur ; au chef ondé d'azur à la crosse d'or accostée de fleurs de lis du même. |
| Blason de Uchizy | Détails | Le statut officiel du blason reste à déterminer.                                                |

## Pour approfondir